# Nugzar Kakilasvili
Nugzar Kakilasvili, grúzul: ნუგზარ კაკილაშვილი (Tbiliszi, 1960. május 28. –) grúz labdarúgó, középpályás.

## Pályafutása

### Klubcsapatban
1977 és 1987 között a Dinamo Tbiliszi, 1988-ban a Gurija Lancshuti, 1989-ben a Dinamo Batumi labdarúgója volt. 1990-ben a Sevardenyi Tbiliszi csapatában fejezte be az aktív játékot. A Dinamo Tbiliszivel egy-egy szovjet bajnoki címet és kupagyőzelmet ért el. Tagja volt az 1980–81-es idényben KEK-győztes csapatnak.

### A válogatottban
1981–82-ben négy alkalommal szerepelt a szovjet U21-es válogatottban és egy gólt szerzett.

## Sikerei, díjai
Dinamo Tbiliszi
- Szovjet bajnokság
  - bajnok: 1978
- Szovjet kupa
  - győztes: 1979
- Kupagyőztesek Európa-kupája (KEK)
  - győztes: 1980–81